# Purvis Eureka
Der Purvis Eureka war ein australischer Sportwagen, der von 1974 bis 1991 von Purvis Cars in Dandenong (Victoria) hergestellt wurde. Der Wagen, der auf der Melbourne Auto Show 1974 erstmals ausgestellt war, basierte auf der Konstruktion des britischen Nova von 1971. Er war auf dem Fahrgestell eines VW Käfer aufgebaut, hatte eine GFK-Karosserie und wurde von einem 1,6-Liter- oder 2,0-Liter-Vierzylinder-Boxermotor von VW angetrieben. Die Motoren entwickelten zwischen 50 PS (37 kW) und 71 PS (52 kW). Es gab auch Ausführungen mit 2,0-Liter-Vierzylinder-Reihenmotor von Ford (100 PS / 74 kW) und mit verschiedenen Wankelmotoren von Mazda. Der Eureka wurde sowohl als Kit Car als auch fertig montiert angeboten. Die Coupé-Karosserie hatte eine manuell nach vorne oben abklappbare Kanzel zum Ein- und Ausstieg. Auf Wunsch war sie auch elektrisch öffnend erhältlich. Ab Anfang der 1980er-Jahre gab es auch eine Version mit Targadach.

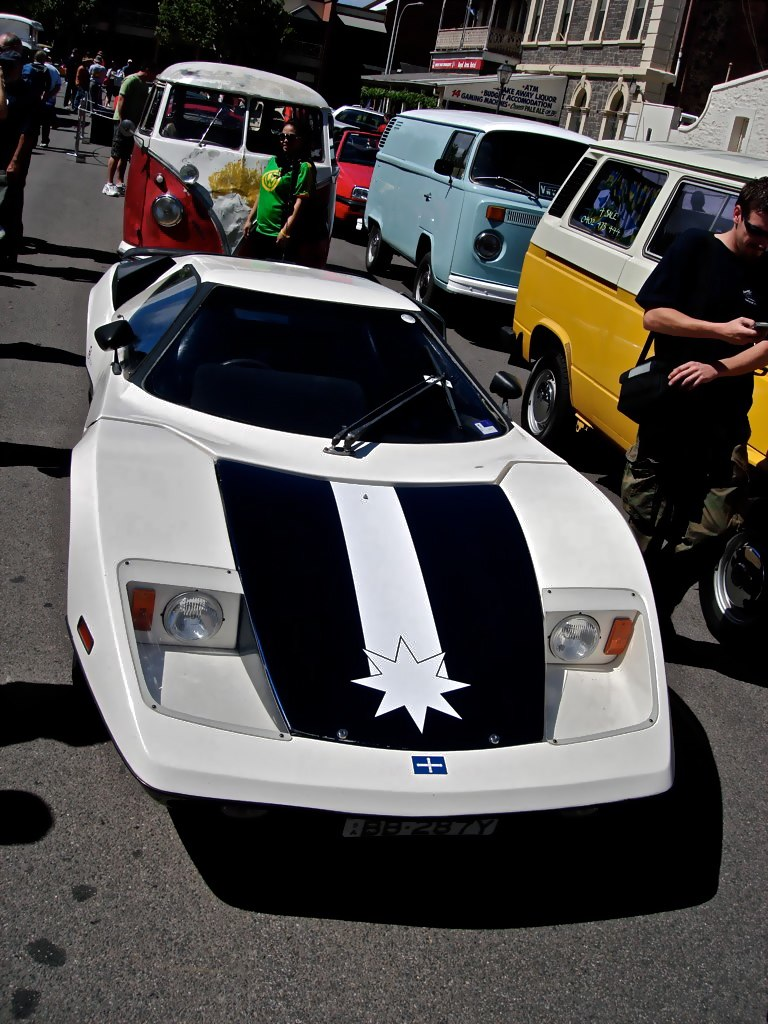
Purvis Eureka

## Modelle
- Sports (1974–1975)
- PL 30 (1975–1976)
- F4 (1976–1991)

Insgesamt wurden 683 Purvis Eureka bis 1991 hergestellt. Heute sind alle Karosserieformen in einem 40″-Container gelagert.